# 빅토리어스
《빅토리어스》(Victorious)는 2010년 3월 27일부터 2013년 2월 2일까지 니켈로디언에서 방송하였던 시트콤이다.

## 줄거리
평범한 고등학생이었던 토리가 어쩌다 자신의 재능을 발견하여 할리우드 예술 고등학교에 입학해 친구들을 만난 후의 일을 다룬 이야기

## 등장인물
- 빅토리아 저스티스 - 토리 베가
- 리언 토머스 3세 - 안드레 해리스
- 맷 베넷 - 로비 샤피로
- 엘리자베스 길리스 - 제이드 웨스트
- 아리아나 그란데 - 캣 발렌타인
- 에반 조지아 - 벡 올리버
- 대니엘라 모네 - 트리나 베가